# Potenziali ritardati
In elettrodinamica, i potenziali ritardati descrivono i potenziali generalizzati del campo elettromagnetico in un sistema la cui distribuzione di carica e corrente sorgente del campo sia variabile nel tempo. Si tratta delle espressioni del potenziale elettrico e magnetico introdotte nel caso in cui non sia possibile utilizzare l'approssimazione secondo cui la propagazione dell'interazione elettromagnetica sia istantanea, ad esempio quando si considerano cariche che si muovono a velocità non trascurabili se confrontate con la velocità di propagazione della luce.

## Definizione
Ponendo di trovarsi nel vuoto, nel gauge di Lorenz i potenziali ritardati assumono la forma:
{\displaystyle \psi (\mathbf {x} ,t)={\frac {1}{4\pi \varepsilon _{0}}}\int {\frac {\rho (\mathbf {x} _{0},t_{r})}{|\mathbf {x} -\mathbf {x} _{0}|}}d^{3}x_{0}}
{\displaystyle \mathbf {A} (\mathbf {x} ,t)={\frac {1}{4\pi \varepsilon _{0}c^{2}}}\int {\frac {\mathbf {J} (\mathbf {x} _{0},t_{r})}{|\mathbf {x} -\mathbf {x} _{0}|}}d^{3}x_{0}}
dove {\displaystyle \rho } è la densità di carica, {\displaystyle \mathbf {J} } è la densità di corrente, {\displaystyle |\mathbf {x} -\mathbf {x} _{0}|} la distanza del punto di osservazione del campo dall'elemento di volume {\displaystyle dV} su cui si effettua l'integrazione e:
{\displaystyle t_{r}=t-{\frac {|\mathbf {x} -\mathbf {x} _{0}|}{c}}}
è il tempo ritardato.
I potenziali ritardati sono la soluzione dell'equazione delle onde per i potenziali:
{\displaystyle \quad \nabla ^{2}\psi -{\frac {1}{c^{2}}}{\frac {\partial ^{2}\psi }{\partial t^{2}}}=-{\frac {\rho }{\varepsilon _{0}}}}
{\displaystyle \quad \nabla ^{2}\mathbf {A} -{\frac {1}{c^{2}}}{\frac {\partial ^{2}\mathbf {A} }{\partial t^{2}}}=-\mu _{0}\mathbf {J} }
Una volta determinati i potenziali {\displaystyle \psi } e {\displaystyle \mathbf {A} } dalla distribuzione delle cariche e delle correnti nello spazio, è possibile esprimere il campo elettrico ed il campo magnetico attraverso le formule:
{\displaystyle \mathbf {E} =-\nabla \psi -{\frac {\partial \mathbf {A} }{\partial t}}\qquad \mathbf {B} =\nabla \times \mathbf {A} }
e questo consente di scrivere l'equazione delle onde per i campi nel vuoto:
{\displaystyle \quad \nabla ^{2}\mathbf {E} -{\frac {1}{c^{2}}}{\frac {\partial ^{2}\mathbf {E} }{\partial t^{2}}}=-{\frac {1}{\varepsilon _{0}}}\left(-\nabla \rho -{\frac {1}{c^{2}}}{\frac {\partial \mathbf {J} }{\partial t}}\right)}
{\displaystyle \quad \nabla ^{2}\mathbf {B} -{\frac {1}{c^{2}}}{\frac {\partial ^{2}\mathbf {B} }{\partial t^{2}}}=-\mu _{0}\nabla \times \mathbf {J} }
la cui soluzione al tempo ritardato fornisce l'espressione preliminare per i campi:
{\displaystyle \mathbf {E} (\mathbf {x} ,t)={\frac {1}{4\pi \varepsilon _{0}}}\int {\frac {1}{|\mathbf {x} -\mathbf {x} _{0}|}}\left[-\nabla '\rho -{\frac {1}{c^{2}}}{\frac {\partial \mathbf {J} }{\partial t}}\right]_{t=t_{r}}d^{3}x'}
{\displaystyle \mathbf {B} (\mathbf {x} ,t)={\frac {\mu _{0}}{4\pi }}\int {\frac {1}{|\mathbf {x} -\mathbf {x} _{0}|}}\left[\nabla '\times \mathbf {J} \right]_{t=t_{r}}d^{3}x'}
La scrittura esplicita dei campi è fornita dalle equazioni di Jefimenko.

## Derivazione
Si vogliono trovare le soluzioni generali dell'equazione delle onde per i potenziali mostrata in precedenza, considerando l'equazione per una sorgente puntiforme posta in {\displaystyle \mathbf {x} _{0}}:
{\displaystyle \nabla ^{2}\phi (\mathbf {x} ,t)-{\frac {1}{c^{2}}}{\frac {\partial ^{2}}{\partial t^{2}}}\phi (\mathbf {x} ,t)=-S(\mathbf {x} _{0},t)\delta (\mathbf {x} -\mathbf {x} _{0})}
Grazie alla definizione della delta di Dirac {\displaystyle \delta } è dunque possibile descrivere la presenza di una sorgente puntiforme: nel resto dello spazio non vi sono sorgenti, e l'equazione d'onda è non omogenea solo per {\displaystyle \mathbf {x} =\mathbf {x} _{0}}. Scrivendo il laplaciano in coordinate sferiche l'equazione omogenea diventa:
{\displaystyle {1 \over r^{2}}{\partial  \over \partial r}\left(r^{2}{\partial \phi  \over \partial r}\right)-{1 \over c^{2}}{\partial ^{2}\phi  \over \partial t^{2}}=0}
e se si effettua la sostituzione:
{\displaystyle \phi (r,t)={\frac {\chi (r,t)}{r}}}
si ha:
{\displaystyle {\partial ^{2}\chi  \over \partial r^{2}}-{1 \over c^{2}}{\partial ^{2}\chi  \over \partial t^{2}}=0}
la cui soluzione è quella dell'equazione delle onde omogenea:
{\displaystyle \chi (r,t)=f\left(t-{r \over c}\right)+g\left(t+{r \over c}\right)}
da cui
{\displaystyle \phi (r,t)={\frac {f(t-{\frac {r}{c}})}{r}}+{\frac {g(t+{\frac {r}{c}})}{r}}}
dove {\displaystyle f} e {\displaystyle g} sono due funzioni da dover determinare. Imponendo che le onde siano uscenti dalla sorgente si deve escludere il termine
{\displaystyle g\left(t+{\frac {r}{c}}\right)\quad .}
Questa condizione è dettata dal principio di causalità, e dal fatto che non ha senso parlare di onde che dall'infinito arrivano verso la sorgente. Si ha quindi:
{\displaystyle \phi (r,t)={\frac {f(t-{\frac {r}{c}})}{r}}}
da cui:
{\displaystyle \nabla \phi =-{\frac {f(t-{\frac {r}{c}})}{r^{2}}}{\hat {\mathbf {r} }}-{\frac {1}{c}}{\frac {f'(t-{\frac {r}{c}})}{r}}{\hat {\mathbf {r} }}}
dove {\displaystyle f'} è la derivata di {\displaystyle f} rispetto al suo argomento. Integrando ora l'equazione d'onda su un volume sferico di raggio {\displaystyle R} centrato in {\displaystyle \mathbf {x} _{0}} e sostituendo le espressioni trovate sopra per {\displaystyle \phi } e {\displaystyle \nabla \phi } si ha:
{\displaystyle \int \nabla \cdot \left[-{\frac {f}{r^{2}}}{\hat {\mathbf {r} }}-{\frac {1}{c}}{\frac {f'}{r}}{\hat {\mathbf {r} }}\right]d^{3}x-{\frac {1}{c^{2}}}\int {\frac {f''}{r}}d^{3}x=-\int S(\mathbf {x} _{0},t)\delta (\mathbf {x} -\mathbf {x} _{0})d^{3}x}
e considerando il limite per {\displaystyle R\to 0} il secondo integrale si annulla poiché è minore del massimo dell'integranda sul dominio d'integrazione, moltiplicato la misura del dominio d'integrazione. Sfruttando il teorema della divergenza si calcola quindi il valore del primo integrale:
{\displaystyle \int _{V}\nabla \cdot \left[-{\frac {f}{r^{2}}}{\hat {\mathbf {r} }}-{\frac {1}{c}}{\frac {f'}{r}}{\hat {\mathbf {r} }}\right]d^{3}x=\int _{S}\left[-{\frac {f}{r^{2}}}-{\frac {1}{c}}{\frac {f'}{r}}\right]{\hat {\mathbf {r} }}\cdot d\mathbf {S} '=4\pi R^{2}\left[-{\frac {f}{R^{2}}}-{\frac {1}{c}}{\frac {f'}{R}}\right]}
dove {\displaystyle V} è il volume della sfera di raggio {\displaystyle R} ed {\displaystyle S} la superficie della sfera stessa. Effettuando il limite per {\displaystyle R\to 0} si nota che il secondo termine in parentesi si annulla. Considerando quindi l'equazione d'onda integrata, si ottiene la relazione:
{\displaystyle -4\pi f(t)=-S(\mathbf {x} _{0},t)}
da cui:
{\displaystyle f(t)={\frac {S(\mathbf {x} _{0},t)}{4\pi }}}
e sfruttando la relazione:
{\displaystyle \phi (r,t)={\frac {f(t-{\frac {r}{c}})}{r}}}
si ottiene infine la soluzione generale dell'equazione d'onda di partenza, valida per sorgenti puntiformi:
{\displaystyle \phi (r,t)={\frac {S(\mathbf {x} _{0},t-{\frac {r}{c}})}{4\pi r}}}
Per considerare il caso generale di sorgente non puntiforme, è sufficiente integrare su {\displaystyle \mathbf {x} _{0}} la soluzione di cui sopra, ottenendo la soluzione valida per qualunque sorgente:
{\displaystyle \phi (\mathbf {x} ,t)_{g}=\int {\frac {S(\mathbf {x} _{0},t-{\frac {|\mathbf {x} -\mathbf {x} _{0}|}{c}})}{4\pi |\mathbf {x} -\mathbf {x} _{0}|}}d^{3}x_{0}}
Risulta allora sufficiente sostituire rispettivamente a {\displaystyle \phi _{g}} e a {\displaystyle S} i potenziali vettore e scalare e le rispettive sorgenti per ottenere le soluzioni generali delle equazioni d'onde per i potenziali:
{\displaystyle \mathbf {A} (\mathbf {x} ,t)={\frac {1}{4\pi \varepsilon _{0}c^{2}}}\int {\frac {\mathbf {J} (\mathbf {x} _{0},t-{\frac {|\mathbf {x} -\mathbf {x} _{0}|}{c}})}{|\mathbf {x} -\mathbf {x} _{0}|}}d^{3}x_{0}}
{\displaystyle \psi (\mathbf {x} ,t)={\frac {1}{4\pi \varepsilon _{0}}}\int {\frac {\rho (\mathbf {x} _{0},t-{\frac {|\mathbf {x} -\mathbf {x} _{0}|}{c}})}{|\mathbf {x} -\mathbf {x} _{0}|}}d^{3}x_{0}}
ovvero le espressioni cercate.

## L'equazione delle onde ed il gauge di Lorenz
Sostituendo la definizione del potenziale vettore {\displaystyle \mathbf {A} } nella seconda equazione di Maxwell si ottiene:
{\displaystyle \nabla \times \mathbf {E} =-{\frac {\partial }{\partial t}}(\nabla \times \mathbf {A} )}
da cui:
{\displaystyle \nabla \times (\mathbf {E} +{\frac {\partial }{\partial t}}\mathbf {A} )=0}
Poiché la quantità tra parentesi ha rotore nullo, può essere espressa come gradiente di un campo scalare, ed in particolare del potenziale scalare {\displaystyle \psi }:
{\displaystyle \nabla \psi =-(\mathbf {E} +{\frac {\partial \mathbf {A} }{\partial t}})}
ovvero:
{\displaystyle \mathbf {E} =-\nabla \psi -{\frac {\partial \mathbf {A} }{\partial t}}}
Usando ora la relazione:
{\displaystyle \nabla \times (\nabla \times \mathbf {F} )=\nabla (\nabla \cdot \mathbf {F} )-\nabla ^{2}\mathbf {F} }
dove con {\displaystyle \mathbf {F} } si è indicata una generica grandezza vettoriale, e sostituendo nelle due equazioni di Maxwell:
{\displaystyle \nabla \cdot \mathbf {E} ={\frac {\rho }{\varepsilon _{0}}}}
{\displaystyle \nabla \times \mathbf {B} -{\frac {1}{c^{2}}}{\frac {\partial \mathbf {E} }{\partial t}}={\frac {\mathbf {J} }{\varepsilon _{0}c^{2}}}}
si ottengono le seguenti relazioni:
{\displaystyle \nabla ^{2}\psi +{\frac {\partial }{\partial t}}\nabla \cdot \mathbf {A} =-{\frac {\rho }{\varepsilon _{0}}}}
{\displaystyle \nabla ^{2}\mathbf {A} -\nabla (\nabla \cdot \mathbf {A} )-{\frac {1}{c^{2}}}{\frac {\partial }{\partial t}}\nabla \psi -{\frac {1}{c^{2}}}{\frac {\partial ^{2}\mathbf {A} }{\partial t^{2}}}=-{\frac {\mathbf {J} }{\varepsilon _{0}c^{2}}}}
dette equazioni elettrodinamiche non disaccoppiate.
Per semplificare queste equazioni è conveniente ricorrere ad una particolare trasformazione di gauge. Ricordando che il potenziale vettore {\displaystyle \mathbf {A} } è definito a meno di un gradiente, è possibile aggiungere il gradiente di una quantità scalare {\displaystyle \phi } facendo rimanere invariato il campo magnetico:
{\displaystyle \mathbf {A} '=\mathbf {A} +\nabla \phi }
ed affinché anche il campo elettrico rimanga invariato deve inoltre valere:
{\displaystyle \mathbf {E} =-\nabla \psi '-{\frac {\partial \mathbf {A} '}{\partial t}}=-\nabla \psi '-{\frac {\partial \mathbf {A} }{\partial t}}-{\frac {\partial }{\partial t}}\nabla \phi =-{\frac {\partial \mathbf {A} }{\partial t}}-(\nabla \psi '+{\frac {\partial }{\partial t}}\nabla \phi )}
da cui, sfruttando la relazione esistente tra {\displaystyle \mathbf {E} }, {\displaystyle \psi } e {\displaystyle \mathbf {A} } si ottiene:
{\displaystyle \nabla \psi =\nabla \psi '+{\frac {\partial }{\partial t}}\nabla \phi }
che si traduce in:
{\displaystyle \psi '=\psi -{\frac {\partial \phi }{\partial t}}}
Sfruttando l'invarianza di gauge è possibile scegliere {\displaystyle \mathbf {A} } in modo che soddisfi determinate condizioni. In elettrodinamica è frequente la scelta della condizione di Lorenz, la quale è ottenuta scegliendo opportunamente {\displaystyle \phi } in modo tale che:
{\displaystyle \nabla \cdot \mathbf {A} =-{\frac {1}{c^{2}}}{\frac {\partial \psi }{\partial t}}}
Tale condizione determina la forma covariante delle equazioni di Maxwell per i potenziali che descrivono il campo. Se i potenziali soddisfano la condizione di Lorenz si dice che essi appartengono al gauge di Lorenz.

Sostituendo nelle due equazioni per i potenziali ricavate in precedenza si ottengono le equazioni di Maxwell per i potenziali:
{\displaystyle \nabla ^{2}\mathbf {A} -{\frac {1}{c^{2}}}{\frac {\partial ^{2}\mathbf {A} }{\partial t^{2}}}=-{\frac {\mathbf {J} }{\varepsilon _{0}c^{2}}}}
{\displaystyle \nabla ^{2}\psi -{\frac {1}{c^{2}}}{\frac {\partial ^{2}\psi }{\partial t^{2}}}=-{\frac {\rho }{\varepsilon _{0}}}}
nelle quali si riconosce la forma delle equazioni d'onda.

### Potenziali di Liénard-Wiechert
La soluzione al tempo ritardato dell'equazione delle onde non omogenea per i potenziali del campo elettromagnetico è la seguente:
{\displaystyle \varphi (\mathbf {r} ,t)=\int {\frac {\delta \left(t'+{\frac {|\mathbf {r} -\mathbf {r} '|}{c}}-t\right)}{|\mathbf {r} -\mathbf {r} '|}}\rho (\mathbf {r} ',t')d^{3}r'dt'\qquad \mathbf {A} (\mathbf {r} ,t)=\int {\frac {\delta \left(t'+{\frac {|\mathbf {r} -\mathbf {r} '|}{c}}-t\right)}{|\mathbf {r} -\mathbf {r} '|}}\mathbf {J} (\mathbf {r} ',t')d^{3}r'dt'}
dove {\displaystyle \rho (\mathbf {r} ,t)} e {\displaystyle \mathbf {J} (\mathbf {r} ,t)} sono i termini sorgente, e:
{\displaystyle \delta \left(t'+{\frac {|\mathbf {r} -\mathbf {r} '|}{c}}-t\right)}
è la delta di Dirac. Per una carica che si muove in {\displaystyle \mathbf {r} _{0}(t')} con velocità {\displaystyle \mathbf {v} _{0}(t')}, le densità di carica e corrente assumono la forma:
{\displaystyle \rho (\mathbf {r} ',t')=q\delta {\big (}\mathbf {r} '-\mathbf {r} _{0}(t'){\big )}\qquad \mathbf {J} (\mathbf {r} ',t')=q\mathbf {v} _{0}(t')\delta {\big (}\mathbf {r} '-\mathbf {r} _{0}(t'){\big )}}
Se si integra sul volume {\displaystyle d^{3}r'}, utilizzando la relazione precedente si ottiene:
{\displaystyle \varphi (\mathbf {r} ,t)=q\int {\frac {\delta \left(t'+{\frac {|\mathbf {r} '-\mathbf {r} _{0}(t')|}{c}}-t\right)}{|\mathbf {r} '-\mathbf {r} _{0}(t')|}}dt'\qquad \mathbf {A} (\mathbf {r} ,t)=q\int {\frac {\delta \left(t'+{\frac {|\mathbf {r} '-\mathbf {r} _{0}(t')|}{c}}-t\right)}{|\mathbf {r} '-\mathbf {r} _{0}(t')|}}\mathbf {v} _{0}(t')dt'}
ed integrando in {\displaystyle t'} si trovano i potenziali di Liénard-Wiechert:
{\displaystyle \varphi (\mathbf {x} ,t)={\frac {1}{4\pi \varepsilon _{0}}}\left({\frac {e}{(1-\mathbf {n} \cdot \mathbf {\beta } )|\mathbf {x} -\mathbf {r} _{0}(\tau )|}}\right)_{\tau =\tau _{0}}\qquad \mathbf {A} (\mathbf {x} ,t)={\frac {\mu _{0}c}{4\pi }}\left({\frac {e\mathbf {\beta } }{(1-\mathbf {n} \cdot \mathbf {\beta } )|\mathbf {x} -\mathbf {r} _{0}(\tau )|}}\right)_{\tau =\tau _{0}}={\frac {\mathbf {\beta } (\tau =\tau _{0})}{c}}\varphi (\mathbf {x} ,t)}
con:
{\displaystyle \mathbf {\beta } (t)={\frac {\mathbf {v} _{0}(t)}{c}}}
e {\displaystyle \tau } il tempo proprio. Si tratta di una forma equivalente, ma non covariante, del potenziale elettrico {\displaystyle \varphi } e del potenziale magnetico {\displaystyle \mathbf {A} } generati da una sorgente puntiforme di carica in moto. I potenziali forniscono una caratterizzazione generale e relativistica del campo variabile nel tempo generato da una carica in moto, e la loro espressione è stata sviluppata in parte da Alfred-Marie Liénard nel 1898, e successivamente nel 1900 da Emil Wiechert in un modo indipendente da quello di Liénard.